# ナーガ (アルバム)
『ナーガ』(NAGA)は、日本のミュージシャン、細野晴臣のオリジナルアルバム。

## 概要
- 収録曲はテレビ番組（主にドキュメント番組）のために制作された音源を編集した曲を収録している。
- ジャンルはアンビエントであるが、どちらかと言えば東南アジアをイメージしている曲が多く、ジャケットにも「MUSIC FOR MONSOON」と書いており、アジアをイメージしていることが解る。
- 前作「グッド・スポーツ」同様、細野とコシミハルの2人が作曲をしている（本アルバムではコシミハルは1曲のみを作曲している）。
- 1998年に本作収録曲2曲をケン・イシイがリミックスしたマキシシングル『JADO REMIX』が発売された。

## 収録曲
- 全作曲：細野晴臣（特記以外）

1. Hindustan
2. Naga
3. Taj-mahal
  - この3曲はテレビ番組「美の回廊をゆく」の「インド〜タジ・マハール編」から抜粋された曲で、1992年に制作された[1]。
  - また「NAGA」はケン・イシイによるリミックスシングル『JADO REMIX』で「NAGA: FLARE REMIX」というタイトルでリミックスされた。
4. Himalaya
5. Sherpa
  - 作曲:コシミハル
6. Jado
7. Seasons
8. Dancing-High
9. Chaitya
  - この6曲はテレビ番組「美の回廊をゆく」の「ネパール、ブータン編」から抜粋され、1992年に制作された[1]。
  - 本シリーズ(ネパール、ブータン編)の楽曲にはコシミハルと鈴木惣一朗が参加している[1]。
  - また「JADO」はケン・イシイによるリミックスシングル『JADO REMIX』で「JADO: KEN ISHII REMIX」というタイトルでリミックスされた。
10. Angkor Vat 〜addaptation of "Mabui Dance"
  - サウンドトラックの『パラダイス・ビュー』に収録されている「マブイ・ダンス」という曲と『メディスン・コンピレーション』に収録されている「マブイ・ダンス#2」の2曲のモチーフを織りまぜた曲[1]。
  - 「アンコールワット」（正月特別中継テレビ番組）のテーマ曲で、1993年に制作された[1]。
  - 本来ならば「マブイ・ダンス#3」となるところだが、細野の友人がこの曲の原型を聴いたところ、「これはアンコール・ワットの響きだ」という感想が頭から離れず、テレビ番組「アンコール・ワット」に提供し、タイトルも「アンコール・ワット」となったという[1]。
11. Serpent Cloud
  - テレビ番組「山河憧憬」の「澄編」からの楽曲で、1994年に制作された[1]。